# Delanthabettu, Mangalore
Delanthabettu là một làng thuộc tehsil Mangalore, huyện Dakshina Kannada, bang Karnataka, Ấn Độ.